# Passin’ Thru
Passin’ Thru — концертный альбом американского джазового саксофониста Чарльза Ллойда, записанный на джазовом фестивале в Монтрё (Монтрё, Швейцария) и в Санта-Фе (Нью-Мексико, США) в 2016 году и изданный 14 июля 2017 года на лейбле Blue Note Records. Альбом получил положительную оценку.

## Отзывы
| Оценки критиков | Оценки критиков |
| Источник        | Оценка          |
| --------------- | --------------- |
| AllMusic        | [ 2 ]           |
| All About Jazz  | [ 3 ]           |
| All About Jazz  | [ 4 ]           |
| The Guardian    | [ 5 ]           |

Passin’ Thru получил положительные отзывы от музыкальных критиков. В рецензии Тома Джурека на AllMusic говорится следующее: «Хотя квартет Чарльза Ллойда New Quartet существует уже десять лет, они не записывались как группа с 2011 года… Но не записываться вместе — не значит не играть, что наглядно демонстрирует этот альбом… В Passin' Thru великий саксофонист оглядывается на свой каталог, а также предлагает новый материал. … В свои 79 лет Ллойд не показывает никаких признаков замедления. На Passin Thru его квартет выдаёт грузовик радости, грубости, изящества и страсти». На All About Jazz Марк Салливан прокомментировал: «Химия взаимопонимания — вещь неуловимая, но у этого квартета она на высоте. Чарльз Ллойд черпает из, казалось бы, неисчерпаемого колодца творчества — он никогда не звучал лучше, а формат квартета никогда не звучал свежее».
Дэн Билавски отметил: «Есть причина, по которой эта группа является одним из самых знаменитых коллективов нашего времени, и она связана с её кажущимся самопротиворечивым умением держаться и отпускать все одновременно. Этот дар можно увидеть и услышать в каждом выступлении на этом альбоме. Возможно, эта группа просто проходит по жизни, как и все мы, но она наверняка успела оставить свой след в этом процессе». В The Guardian джазовый критик Джон Фордхэм написал «Здесь присутствует яркая живая атмосфера, и этот набор вызовет множество воспоминаний о концертах Ллойда у его многочисленных поклонников». В журнале JazzTimes Майкл Дж. Уэст написал: «Passin’ Thru, возможно, лучшая запись этого квартета и лёгкий кандидат на лучший джазовый альбом года».

## Список композиций
Автор всех композиций Чарльз Ллойд.
1. «Dream Weaver» — 17:45
2. «Part 5, Ruminations» — 11:54
3. «Nu Blues» — 11:51
4. «How Can I Tell You» — 9:46
5. «Tagore on the Delta» — 7:45
6. «Passin' Thru» — 7:22
7. «Shiva Prayer» — 8:24